# Liolaemus constanzae
Liolaemus constanzae је гмизавац из реда Squamata и фамилије Tropiduridae.

## Угроженост
Подаци о распрострањености ове врсте су недовољни.

## Распрострањење
Чиле је једино познато природно станиште врсте.

## Станиште
Врста Liolaemus constanzae има станиште на копну.